# Lorenzo de Soto
Lorenzo de Soto (Madrid, 1636-1688) fue un pintor barroco español  especializado en la pintura de paisajes.
Según Antonio Palomino, cuya información siguen José Antonio Álvarez Baena y Ceán Bermúdez, fue discípulo de Benito Manuel Agüero y excelente pintor de paisajes «que hizo muy semejantes a los de su maestro». Trabajó principalmente con destino a particulares, para quienes pintaba series de paisajes en ocasiones con santos o anacoretas. Lo confirma el inventario hecho en 1699 de los bienes de Luis de Cerdeño y Monzón, caballero de la orden de Santiago y consejero de Castilla, quien tenía cuatro paisajes de Lorenzo de Soto además de un «sueño de Jacob» y un lienzo de «unos corderos» también suyos.
En 1676, en un nuevo capítulo de la pugna que sostuvieron los pintores a lo largo del siglo por ver reconocida la liberalidad de su arte, encabezó el poder para pleitos que algunos pintores de Madrid (Claudio Coello, José Jiménez Donoso, Andrés Smidt, Juan Montero de Rojas y Pedro Ruiz González entre ellos) otorgaron a dos procuradores del Consejo Real, para que en su nombre pleiteasen contra la pretensión del Ayuntamiento de Madrid de cobrar a los pintores el impuesto correspondiente al repartimiento de soldados. Según Palomino, que le daba tratamiento de “don” y le tenía por caballero, desdeñando el oficio de pintor por esta causa, se dedicó a administrador de las rentas reales en Yecla y otros puertos secos, aunque en ese tiempo no dejó de dibujar a lápiz o carbón aquellos paisajes, y el propio Palomino se decía en propiedad de un dibujo del peñasco de la Magdalena de Yecla hecho por Soto. De regreso a Madrid, aunque volvió a pintar series de paisajes, no logró ya recuperar el reconocimiento del que había gozado antes, por lo que hubo de exponer sus cuadros a la venta en público, con poca fortuna. Despechado y desengañado murió en 1688 y fue sepultado en la iglesia de san Justo, en la bóveda de la capilla de san Joaquín que era de su familia.
Aunque su especialidad fuesen los paisajes, pintó también figuras e historias, para lo que, según Palomino, no le faltó habilidad, sirviendo de ejemplo un lienzo de santa Rosa de Lima que se encontraba en un pilar de la iglesia del convento de Nuestra Señora de Atocha. No habiéndose identificado ninguno de sus paisajes, a este género de la pintura historiada pertenece la única obra conocida de Soto, una Inmaculada de colección particular madrileña, fechada en 1676. Lienzo de altar (230 x 185 cm) de notable calidad con un modelo de la Virgen tomado de Carreño, «un bello paisaje en el que se insertan con habilidad y escenográfica acumulación los atributos de la letanía» y un tratamiento del color cercano al de José Antolínez.